# トクタミシュ
トクタミシュ（ペルシア語: توقتمش, Tūqtāmīsh、 1342年 - 1406年）は、バトゥ家断絶後のジョチ・ウルスのハン（在位：1377年、1378年 - 1406年）で、ジョチの十三男トカ・テムルの子孫である。
ペルシア語・チャガタイ語資料ではトクタミシュ・ハン  توقتاميش خان Tūqtāmīsh Khān と表記され、ロシア語ではトフタムィシ（Тохтамыш; Tokhtamysh）と表記される。ジョチ・ウルス左翼（東部）の小王族からティムール朝の援助を受けてハン位に立ち、分裂していたジョチ・ウルスの再統合と再編を果たすが、のちにティムールと対立し、敗れて没落した。

## 生涯
チンギス・カンを遠祖とするジョチ・ウルスの王族たちのうち、チンギスの長男ジョチの十三男トカ・テムルの子孫。13世紀の半ばにバトゥがジョチ・ウルスを中央アジアからルーシ（ロシア）に至る大国家に成長させたとき、トカ･テムルは、キプチャク草原の東部（現在のカザフスタン）にあたるジョチ・ウルスの左翼に所領を分与されたバトゥの兄オルダを長とする左翼オルダ・ウルスに所属した。
14世紀半ばにオルダの子孫が断絶した後、左翼のハンに即位したトカ・テムルの子孫のひとりオロスは、同じトカ・テムルの子孫ながら系統を異にするマンギシュラク（カスピ海東岸）の長官トイ・ホージャと対立し、彼を殺害した。同時代のティムール朝や後のシャイバーニー朝で編纂された諸資料によるとオロスはトカ・テムルの三男ウルン・テムルの長男アジキの玄孫とされ、またトイ・ホージャは同じくウルン・テムルの四男サリチャの曾孫とされる。オロスはバトゥ家とオルダ家が断絶して以来混乱の続くジョチ・ウルスを統合し、ウルスの左右両翼の再編を目指した。トイ・ホージャの遺児トクタミシュは年少のため助命され、のちにオロスと対立して南のマー・ワラー・アンナフル（現在のウズベキスタン）で権力を確立したチャガタイ・ウルス系の部将ティムールのもとに逃亡した。
1378年、トクタミシュはティムールの支援を受けてキプチャク草原に還り左翼の支配者となると、ジョチ・ウルス右翼（東部）のハン、テムル・メリク（オロスの子とも）をアラル海沿岸のカラタル（英: Qara-Tal）で破り、都サライを征服してジョチ・ウルスのハンに即位した。
1380年にはクリミア半島を本拠地にバトゥ・ウルスの西部で自立していたキヤト部のママイをカルカ河畔の戦いで討ち、ジョチ・ウルスの再統合を達成する。トクタミシュは、ジョチ・ウルスの最盛期の勢威を取り戻すため、1380年にクリコヴォの戦いでジョチ・ウルスからの独立をはかっていたモスクワ大公国を襲い、1382年のモスクワ包囲戦で一時占領した。さらに1385年からティムールがペルシアへの3年戦役に出た間隙をついてティムール朝領を攻撃し、旧ジョチ・ウルス領のホラズムを占領した。
しかし、これによりトクタミシュはティムールと全面的な対立を余儀なくされ、1389年以来3度にわたる遠征を受けた（トクタミシュ・ティムール戦争）。1395年の侵入では、カフカスから侵入したティムールにテレク河畔の戦いで敗れ、首都サライを破壊された。これによりトクタミシュは没落し、マンギト部の将軍エディゲはテムル・メリクの子テムル・クトルクをハンに擁立した。
その後、ティムールと和解して再起を図ったが、1405年にティムールが死ぬと後ろ盾を失い、翌年西シベリアで流遇していたところをエディゲによって殺害された。

## 子孫
トクタミシュの子供のひとりは、タンネンベルクの戦いで知られるジャラールッディーンである。
15世紀にトクタミシュの子孫は勢力を回復してエディゲを敗死させるに至り、サライのハンの座をティムール・クトルクの子孫など他のトカ・テムル系の諸家と争ったが、ハン国を分立させることなく16世紀までには歴史から姿を消した。

## トカ・テムル王家
- ジョチ(Jöči ＞朮赤/zhúchì,جوچى خان/jūchī khān)
  - トカ・テムル(Toqa temür ＞توقا تیمور/tūqā tīmūr)
    - ウルン・テムル(Urung temür ＞اورنك تيمور/ūrunk tīmūr)
      - サルチャ(Sarča ＞اجيقی/sārīja)
        - コンチェク(Gönčeg ＞کونجه/kūnjīk)
          - トゥグルク・ホージャ(Tuγluq khwaja ＞تيمور خواجه/tughluq khwāja)
            - トイ・ホージャ(Toy khwaja ＞بادق/tūy khwāja)
              - トクタミシュ・ハン(Toqtamiš qan ＞توقتاميش خان/tūqtāmīsh khān)
                - ジャラールッディーン(Jalal al-Din qan ＞جلال الدین خان/jalāl al-dīn khān)

          - トゥリク・テムル(Tuliq temür ＞تيمور خواجه/tūlik tīmūr)
            - ジナ(J̌ina ＞جينه/jina)
              - ハサン(Ḥasan ＞حسن/ḥasan)
                - ウルグ・ムハンマド(Uluγ Muḥammad ＞ألوغ محمد/ulūgh muḥammad)
                  - マフムーデク(Maḥmūd ＞محمود/makhmūd,Мәхмүтәк)
                  - カースィム(Qāsim ＞قاسم/qāsim)